# Ли Чинг-Јуен
Ли Чинг-Јуен (поједностављени кинески: 李清云; традиционални кинески: 李清云; 1677. или 1736 - 6. мај 1933) био је кинески травар и мајстор борилачких вештина, најпознатији по томе што је доживео изузетно дубоку старост, по неким наводима 197 или чак 256 година, што га чини далеко дуговечнијим од Жане Калман, која се званично сматра најстаријом особом икада. Сам Ли је тврдио да је рођен 1736. године, али су нека каснија истраживања службених кинеских архива сугерисала да би му права година рођења могла бити 1677. У сваком случају, Ли је рођен у кинеској провинцији Сечуан. Према сопственим наводима од десете године живота је почео да прикупља лековито биље и да учи таоистичке вежбе и друге технике продужења живота. То је радио готово 40 година, пре него што се прикључио кинеској војсци у Каи Ксиану, где је подучавао борилачке вештине. За Лиа је западна јавност први пут чула 1920-их.